# Dvorovi u samoći (1925.)
Dvorovi u samoći je hrvatski nijemi igrani film proizveden 1925. godine. Snimljen je u crno-bijeloj tehnici, u produkciji Strozzi filma. Film se smatra izgubljenim. Redatelj, producent, scenarist i glavni glumac bio je Tito Strozzi. 

## Sadržaj filma
Romantički zapletaj mržnje i ljubavi dviju starih hrvatskih plemićkih obitelji. Prvi dio same radnje odigrava se 1838. ("prije 80 godina"), a drugi dio za vrijeme prevrata godine 1918.

## Vanjske poveznice
- Hrvatski filmski savez  Arhivirana inačica izvorne stranice od 21. srpnja 2011. (Wayback Machine) Povijest hrvatskog filma